# Willemsstraat (Amsterdam)

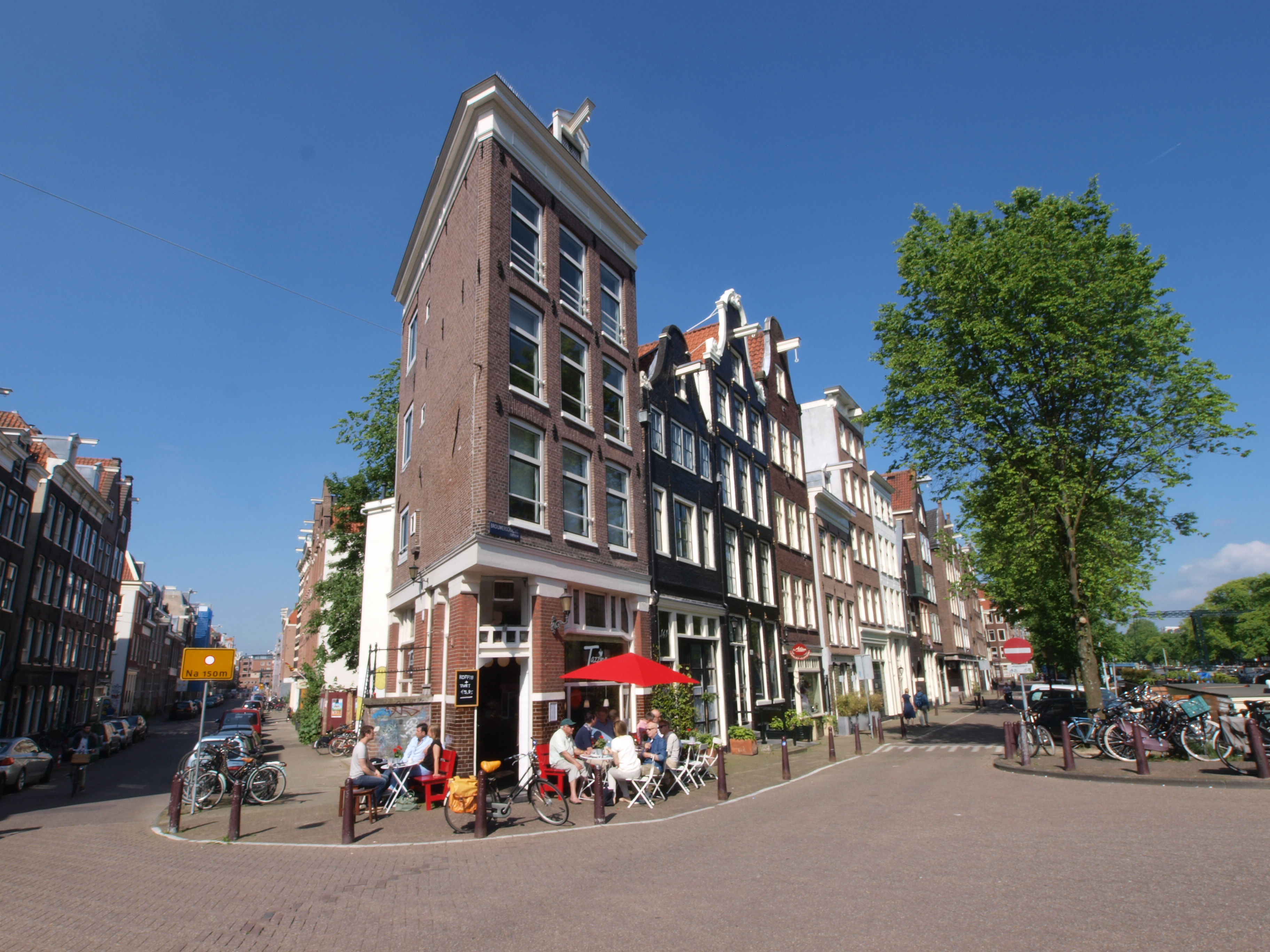
Willemsstraat hoek Brouwersgracht.

De Willemsstraat is een straat en voormalige gracht, genaamd de Goudsbloemgracht, in de Amsterdamse Jordaan.
De straat is gelegen tussen de Brouwersgracht en de Lijnbaansgracht. Tussen de ophaalbrug over de Lijnbaansgracht (brug nr. 142) en de Marnixstraat ligt de Nieuwe Willemsstraat. Evenwijdig aan de Willemsstraat ligt de Goudsbloemstraat. De Eerste, Tweede en Derde Goudsbloemdwarsstraat zijn zijstraten.

## Geschiedenis
Voor de demping in 1857 was de Willemsstraat een gracht die Goudsbloemgracht heette. Deze gracht ontstond toen vanaf 1612 vanuit de Brouwersgracht de grachtengordel in zuidelijke richting werd gegraven. In de Jordaan waren uiteindelijk elf grachten: van noord naar zuid: Palmgracht, Goudsbloemgracht, Lindengracht, Anjeliersgracht, Egelantiersgracht, Bloemgracht, Rozengracht, Lauriergracht, Elandsgracht, Looiersgracht en Passeerdersgracht. De noordzijde van de Goudsbloemgracht stond bekend als het 'Fransche Pad', de andere kant heette vanouds het 'Vrijdomspad'. De gracht was meer een sloot, beschoeiing of beplanting was er niet.
De demping geschiedde op aandringen van de Vereeniging ten behoeve der Arbeidersklasse te Amsterdam; de Anjeliersgracht volgde in 1861, de Elandsgracht in 1891 en de Rozengracht in 1889. De Lindengracht en de Palmgracht werden in 1895 gedempt. Redenen voor demping waren de slechte waterkwaliteit en de noodzaak ruimte te scheppen voor het toenemende verkeer. Sindsdien zijn er diverse plannen geweest om grachten te ontdempen, maar die stuitten op veel verzet van winkeliers en markthandelaren.
De inwijding van de nieuwe straat vond plaats op 24 augustus 1857; de 24e augustus was tevens de verjaardag van Koning Willem I en zo kreeg de straat haar naam. Op dat moment was zijn kleinzoon Koning Willem III aan de macht. Aanvankelijk heette de straat Willemstraat, maar na 1909 sloop er een extra "s" in, in 1918 werd haar naam officieel Willemsstraat.

## Woningbouw
Hoewel slechts 340 meter lang, telde de Willemsstraat in 1775 niet minder dan 57 gangen die toegang gaven tot sloppenwijken die inmiddels zijn gesloopt. Opvallend is de zogeheten "filantropische woningbouw" aan de Willemstraat 149-165. De door P.J. Hamer ontworpen Constantiawoningen uit 1863 werden gebouwd voor minvermogende werklieden ouder dan 60 jaar, die hier vrij van huur konden wonen. Het statige complex is uitgevoerd in een neoclassicistische stijl met decoraties geïnspireerd op de Hollandse renaissance. Veel andere woningen in het westelijk deel van de straat zijn ontworpen door deze architect, maar zijn soberder in uitvoering. Deze woningen staan bekend als Hamerwoningen.
Opvallend is het nieuwbouwpand op nummer 204-210. Het is in opdracht van woningcorporatie Ymere ontworpen door de bekende illustrator Joost Swarte. Deze luxeappartementen werden in 2010 opgeleverd. Swarte heeft samen met zijn gezin een maand proef gewoond in een van de appartementen.
Meer dan 70% van alle woningen in de straat is eigendom van Ymere, als rechtsopvolger van het Gemeentelijk Woningbedrijf Amsterdam, woningbouwvereniging Zomers Buiten, Woningmaatschappij Oud-Amsterdam NV, de Stichting voor den Ambachtsstand - Constantia Woningen en de Vereeniging ten behoeve der Arbeidersklasse te Amsterdam. De laatste twee vervingen in de 19e eeuw in deze omgeving veel krotten door kleine arbeiderswoningen. Ymere is ook de huidige eigenaar van veel woningen in de nabijgelegen Goudsbloemstraat die zijn gebouwd door N.V. Bouwonderneming 'Jordaan'.

## Afbeeldingen

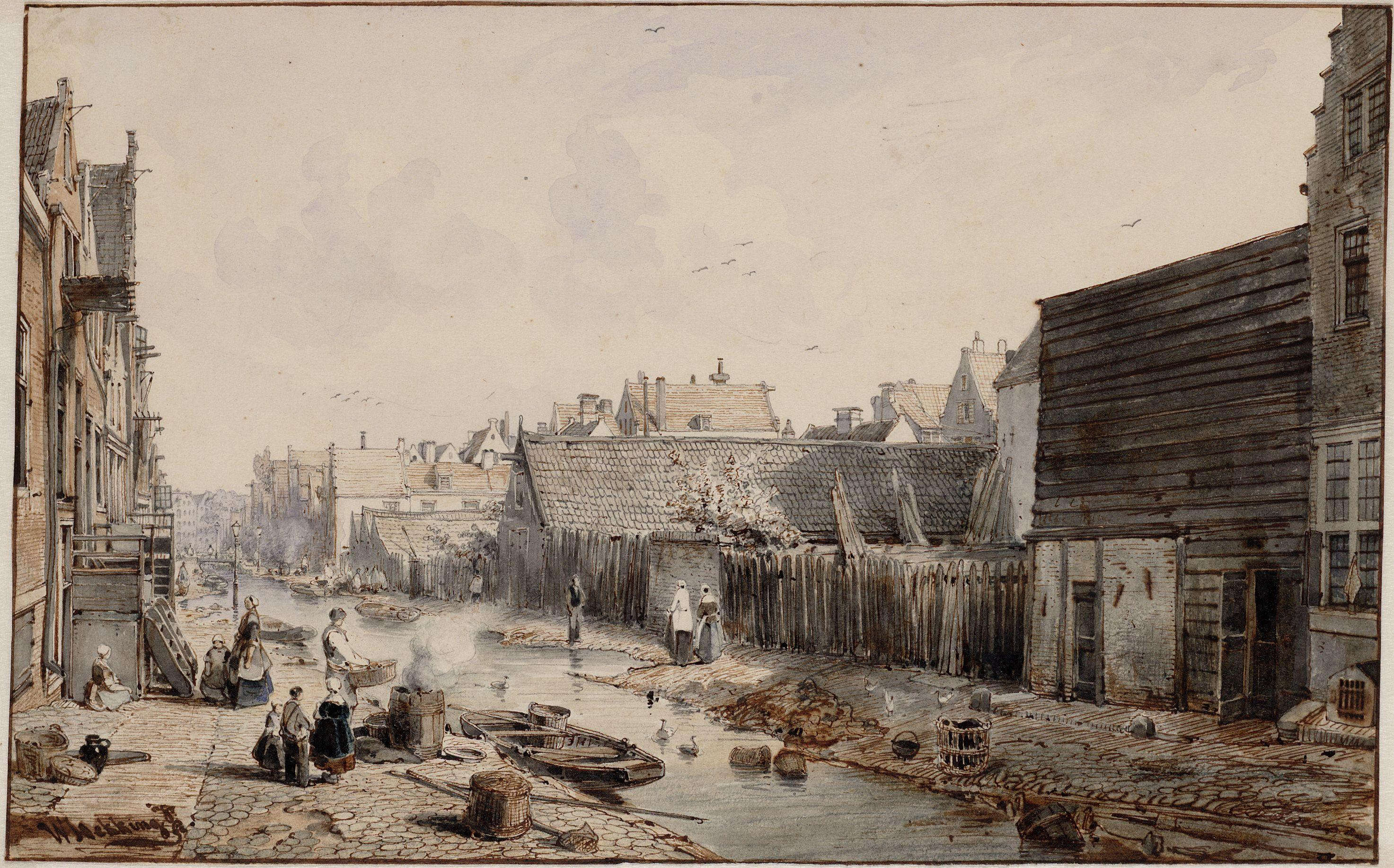
Goudsbloemgracht met links het Fransche Pad, ca. 1850, tekening Willem Hekking
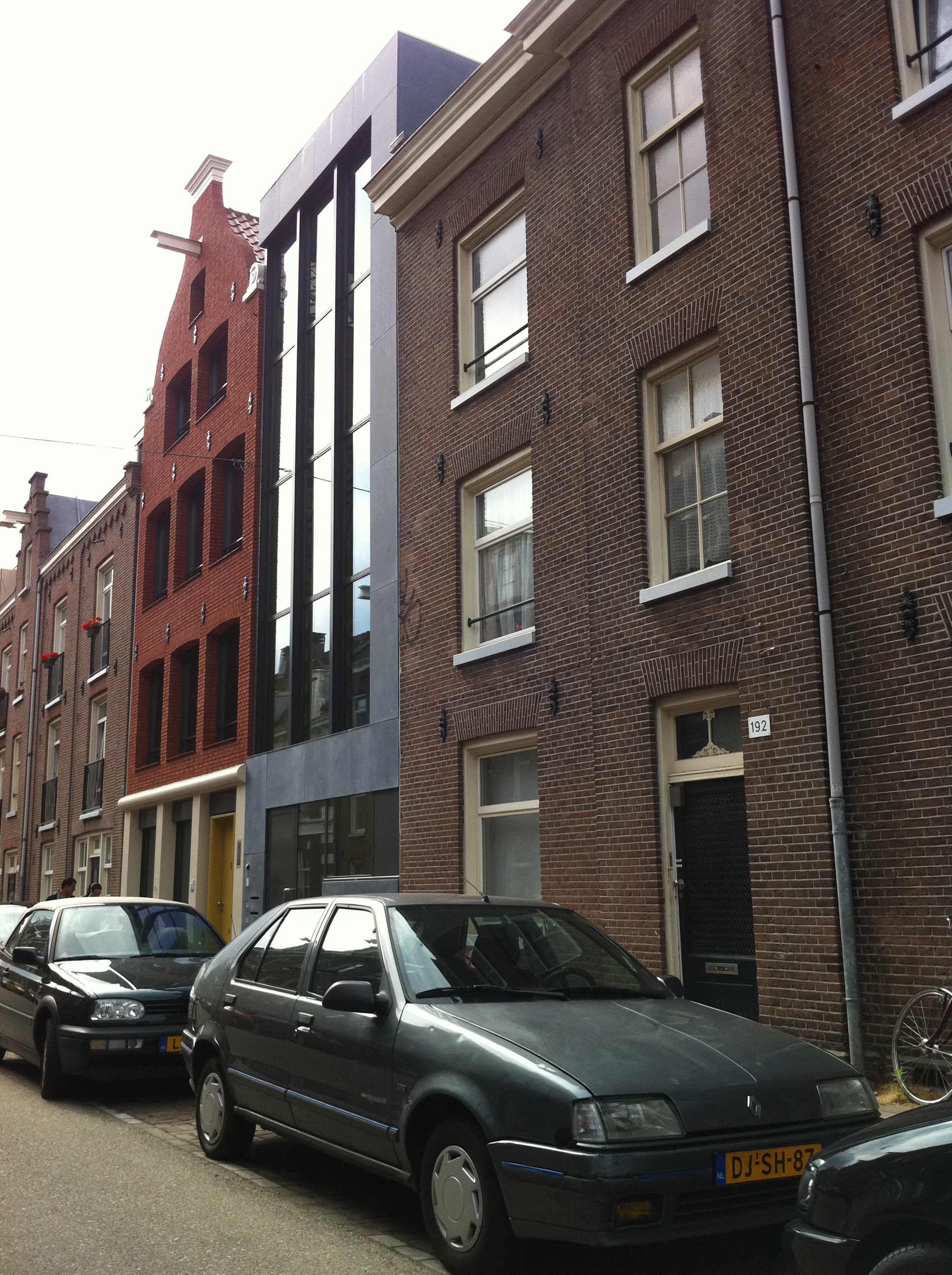
Joost Swarte-huis, vier vrije-sector huurappartementen van Ymere uit 2010
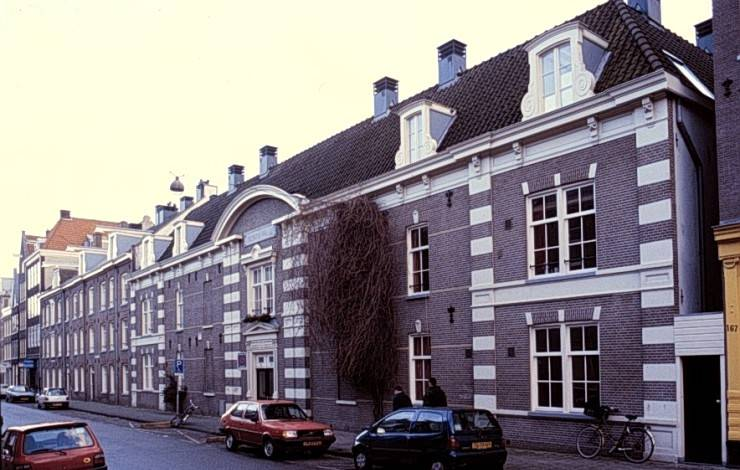
Constantiawoningen, 1863/'64
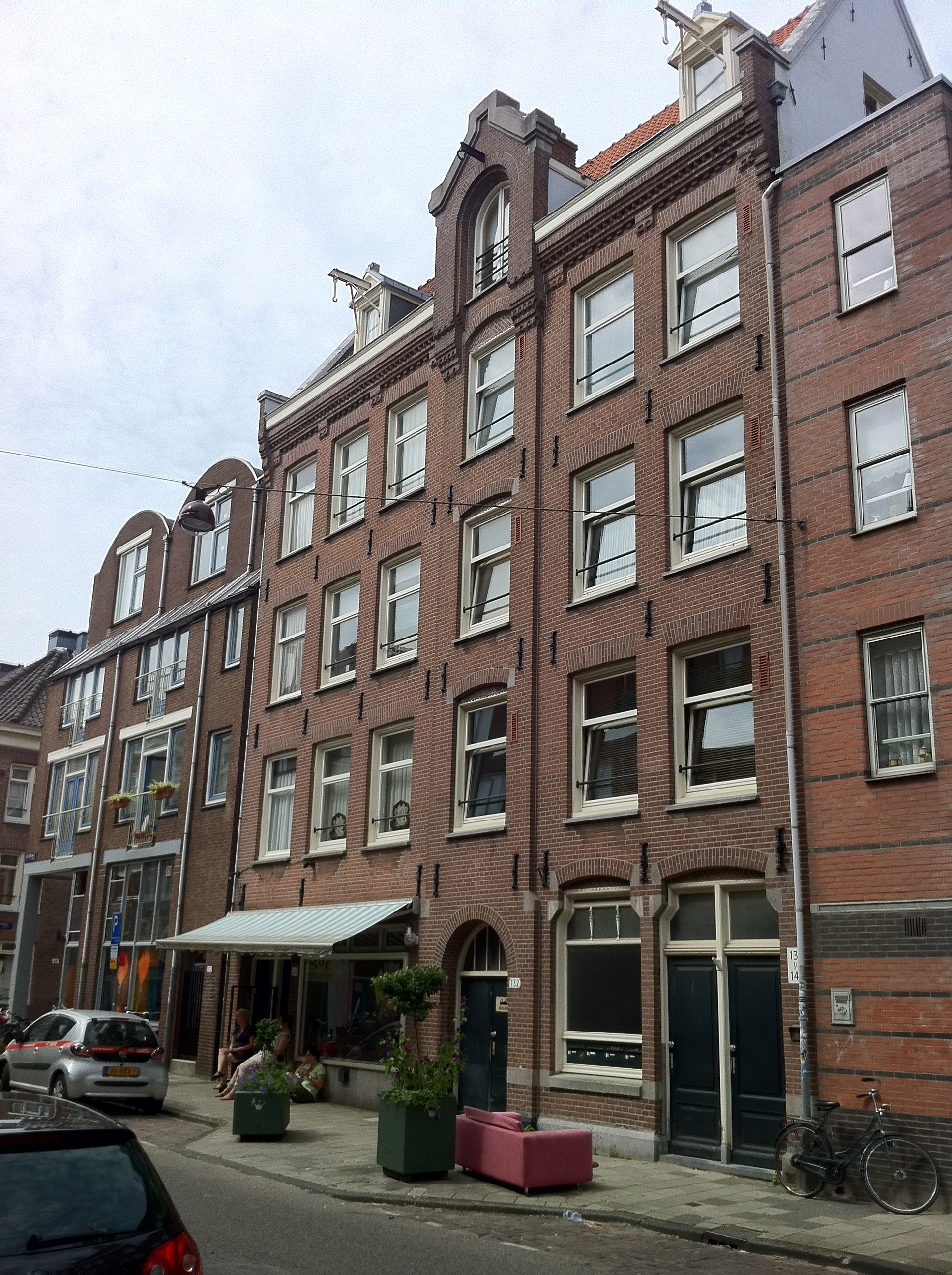
Willemsstraat 132-150
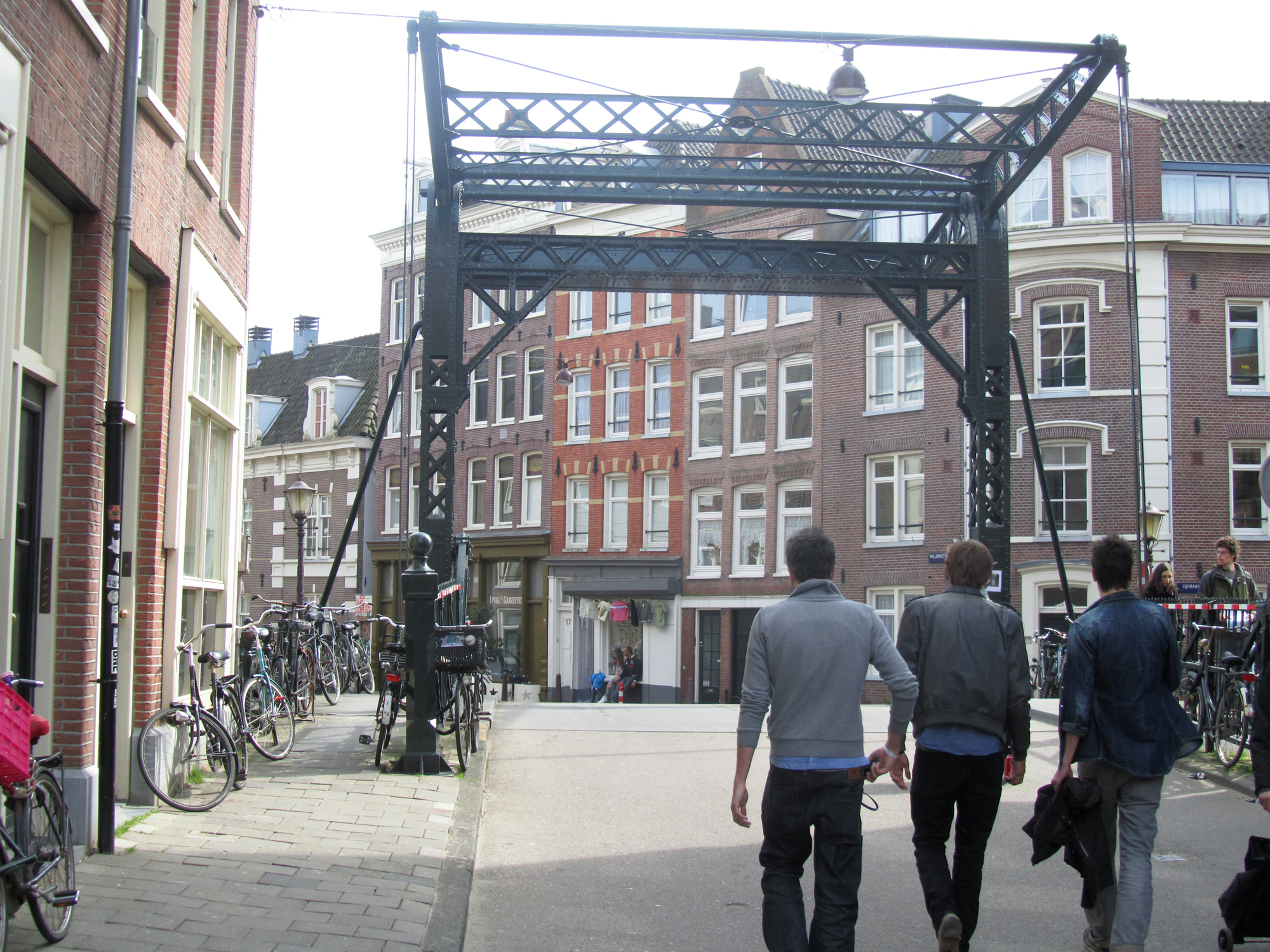
Brug nr. 142, een ophaalbrug over de Lijnbaansgracht. Daarachter het begin van de Willemsstraat
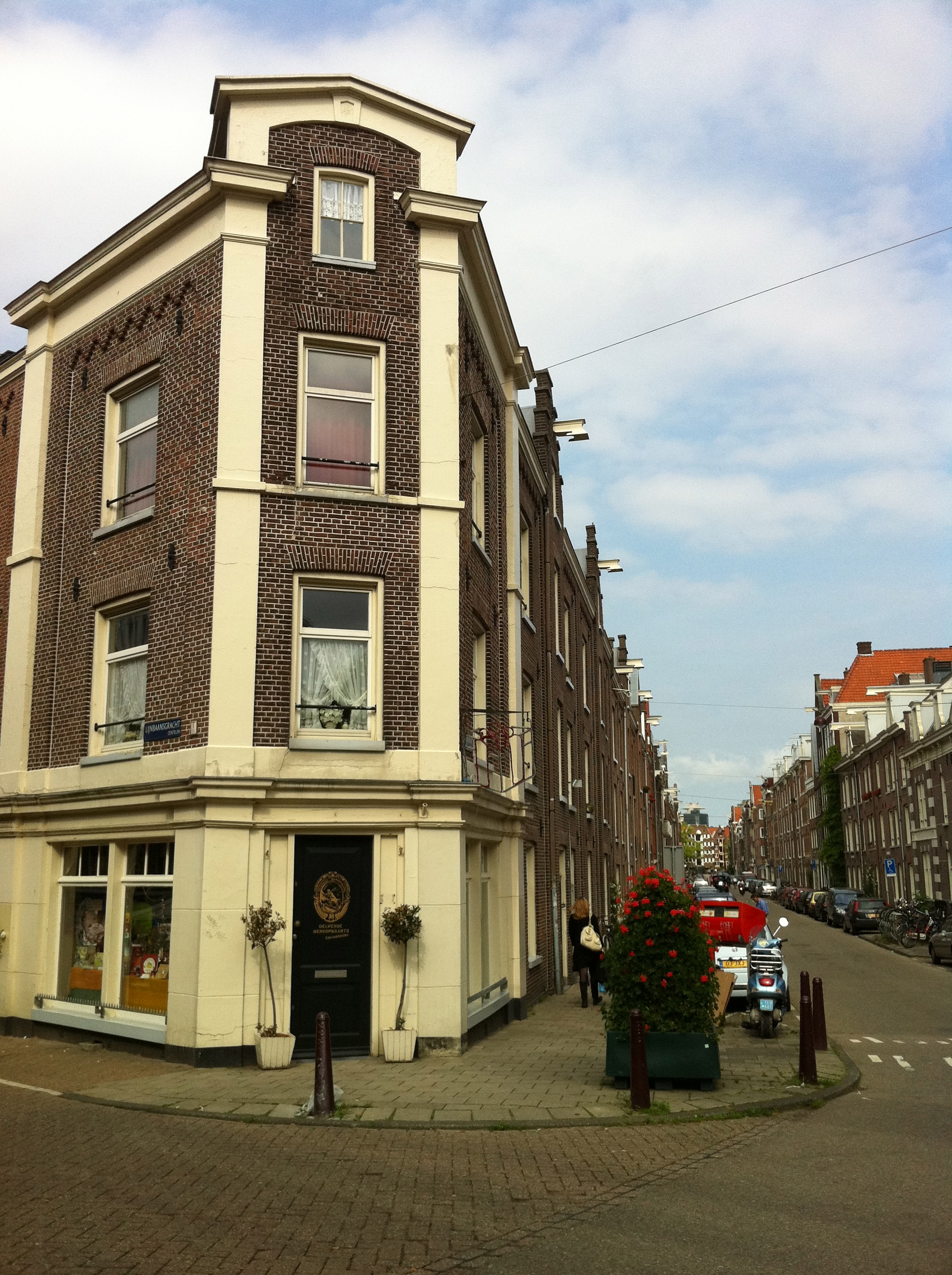
Hoek Lijnbaansgracht / Willemsstraat, ontworpen door Pieter Johannes Hamer
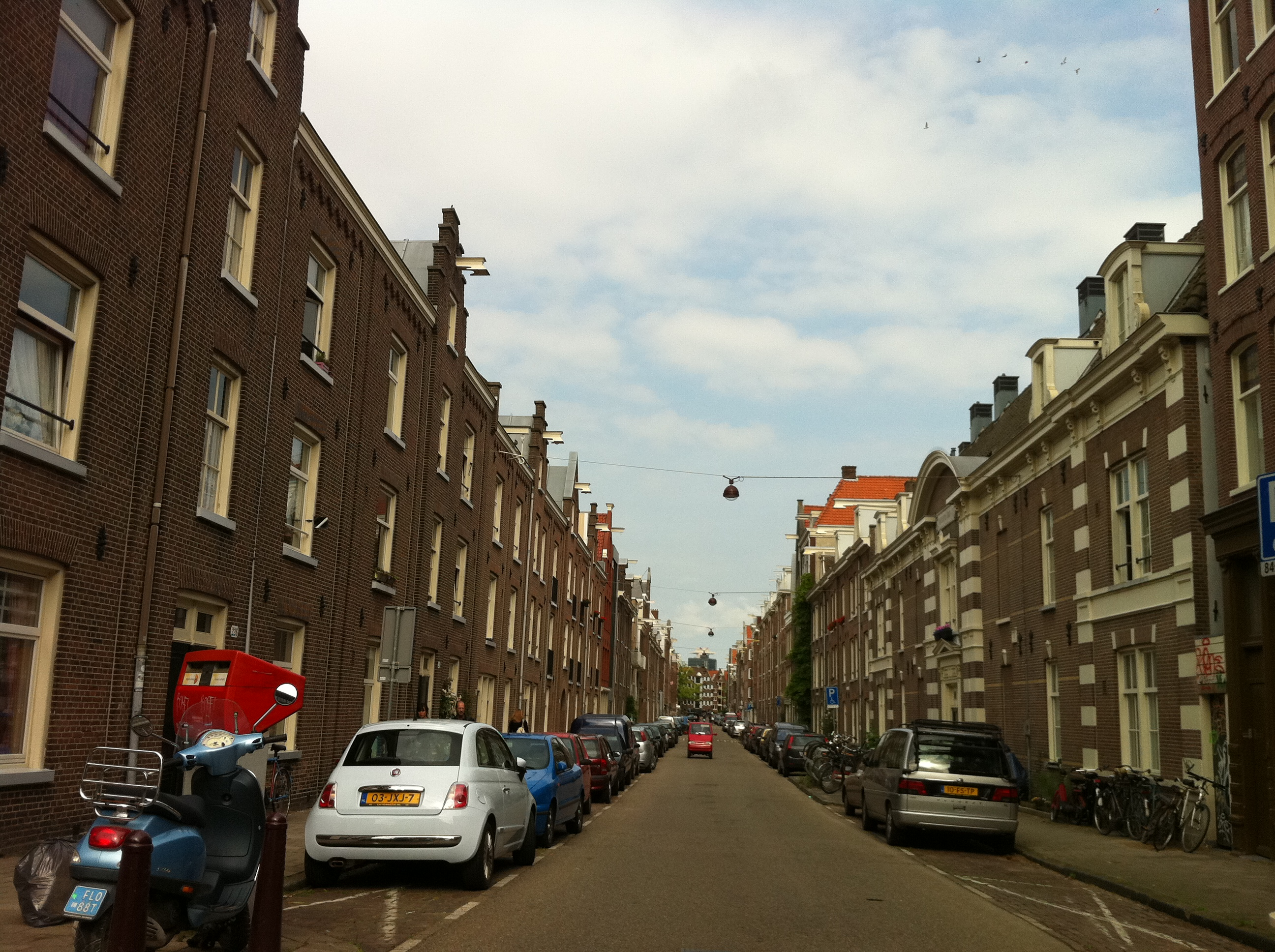
'Hamerwoningen' aan de Willemsstraat
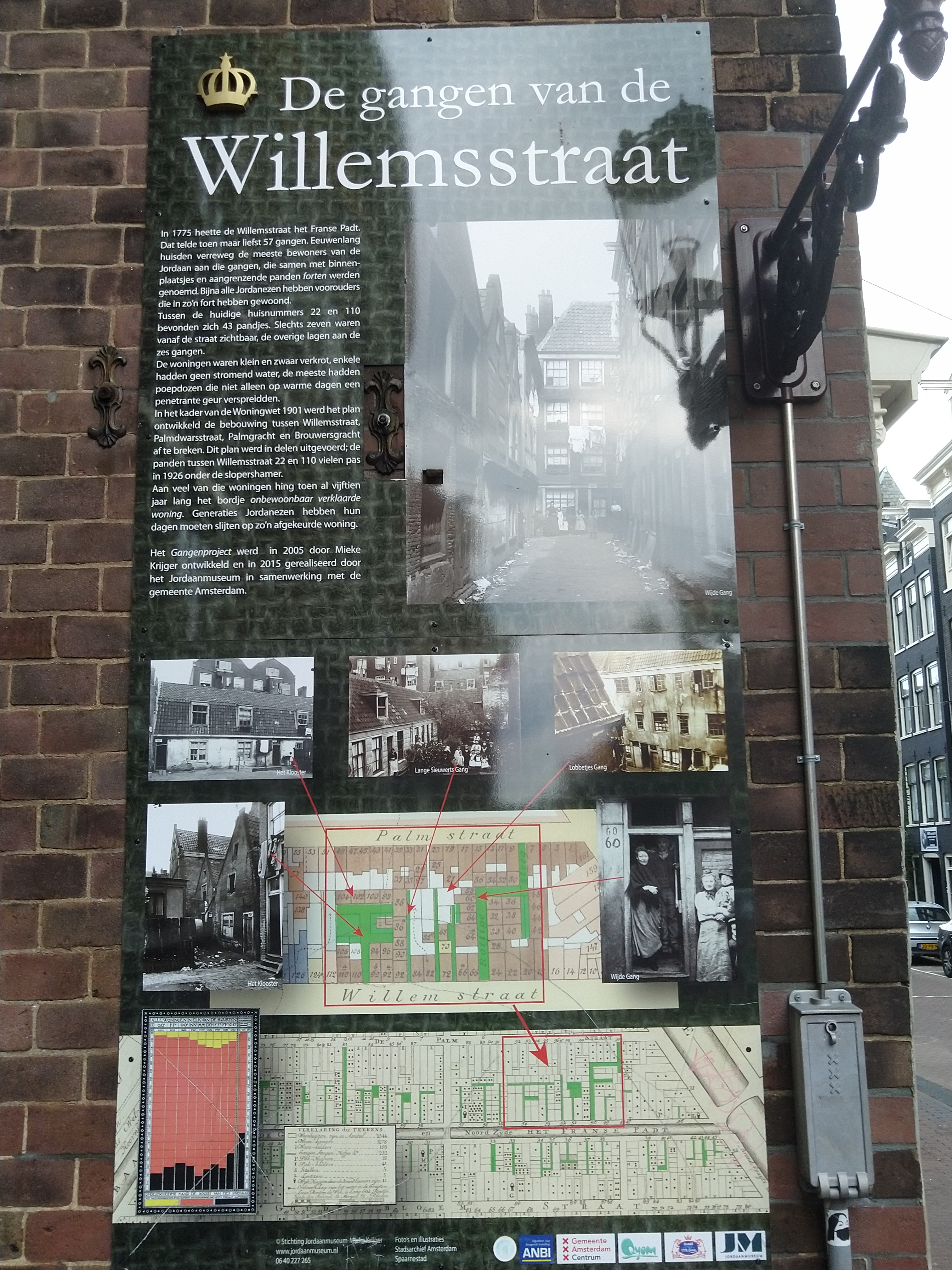
Bord met de steegjes van de Willemsstraat, Amsterdam
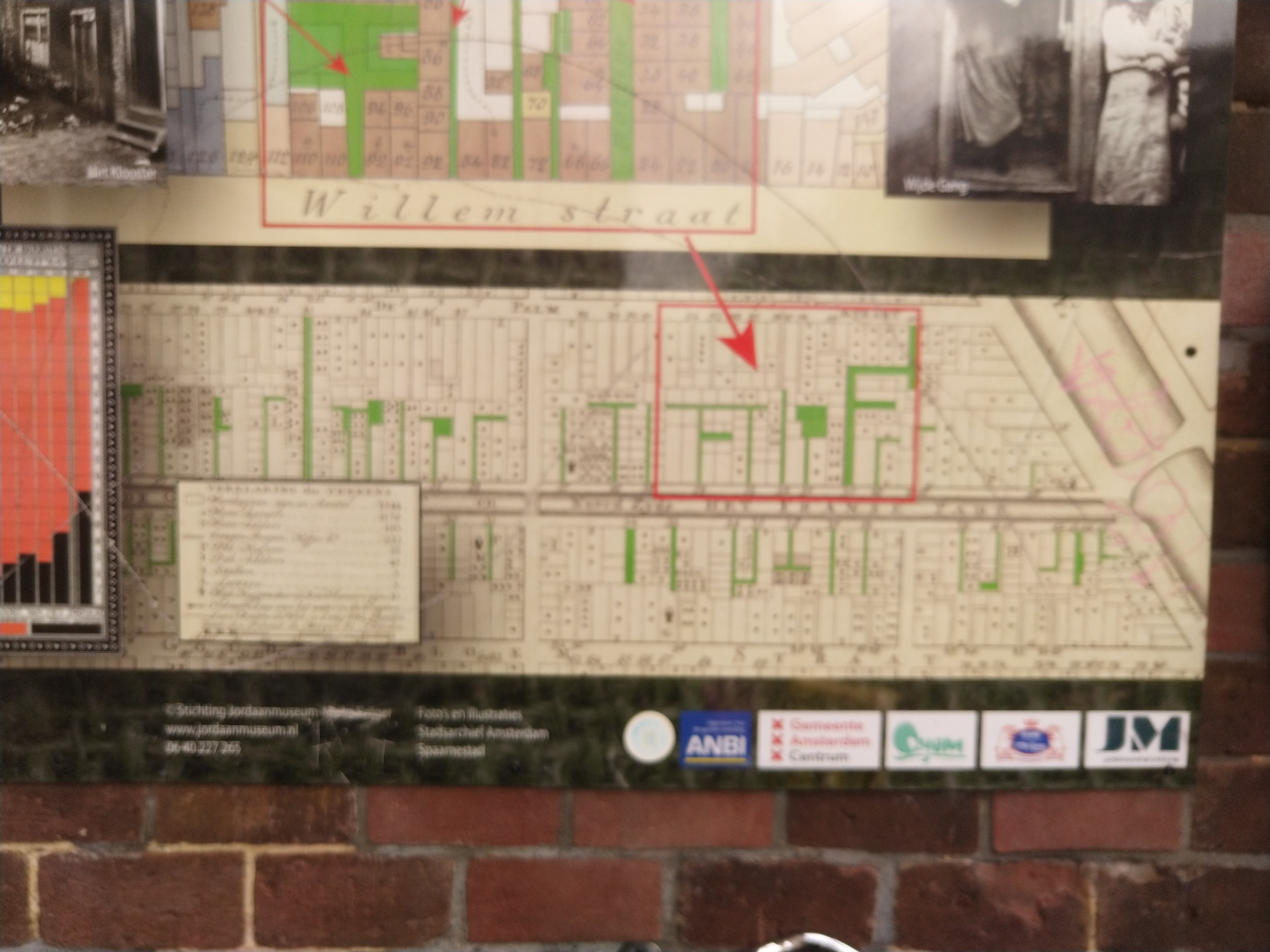
Kaart van gangen in Willemsstraat, Amsterdam